# Alpinia brachyantha
Alpinia brachyantha är en enhjärtbladig växtart som beskrevs av Elmer Drew Merrill. Alpinia brachyantha ingår i släktet Alpinia och familjen Zingiberaceae. Inga underarter finns listade i Catalogue of Life.